# Lahntalbrücke Lahnstein
Die Lahntalbrücke Lahnstein ist eine Brücke über die Lahn in Lahnstein. Sie ist die Überquerung der B 42 über das Lahntal und wurde 1979 als Umgehungsstraße eröffnet. Auf der südlichen Seite mündet die Lahntalbrücke direkt in den 100 m langen Lahnecktunnel unterhalb der Burg Lahneck.

## Baumaßnahmen
Seit Januar 2024 war die Lahntalbrücke für den Verkehr voll gesperrt. Der Grund sind Instandsetzungsarbeiten an Stahl und Beton. Beides ist durch jahrzehntelangen Streusalzeinsatz sowie starke Temperaturschwankungen in Mitleidenschaft gezogen. Zudem wird gleichzeitig das Bauwerk nach aktuellen Berechnungen verstärkt, sodass nach der Wiederfreigabe für den Verkehr die Brücke den höher gewordenen Belastungen durch den fließenden Verkehr standhält.
Anfang November 2024 wurde die Lahnbrücke wieder für den Verkehr freigegeben.